# Michaelophorus
Michaelophorus es un género de polillas de la familia Pterophoridae. Las especies de este género se distribuyen en la región neotropical. Poco se sabe sobre la ecología de este género.

## Especies
- Michaelophorus nubilus
- Michaelophorus dentiger
- Michaelophorus indentatus
- Michaelophorus margaritae
- Michaelophorus hodgesi
- Michaelophorus shafferi
- Michaelophorus bahiaensis